# Frontier (суперкомп'ютер)

Hewlett Packard Enterprise Frontier, або OLCF-5 — перший суперкомп'ютер, швидкодія якого перевищила 1 екзафлопс. Знаходиться лабораторії Оук-Ридж в штаті Теннессі, США. Побудований на архітектурі Cray EX із використанням оптимізованих мікропроцесорів AMD Epyc і графічних процесорів Instinct та є наступником суперкомп'ютера Summit. Станом на червень 2022 року посідав перше місце в рейтингу TOP500. Ним була досягнута пікова швидкодія за тестом Rmax на рівні 1.102 exaFLOPS. Також він є лідером в рейтингу Green500 із показником 62.68 гігафлопс/Ват.
Введений в експлуатацію згідно планів у 2022 році.